# Andrej Razinger
Temple de la renommée slovène : 2007
Andrej Razinger (né le 8 mai 1967 à Jesenice en République socialiste de Slovénie) est un joueur slovène de hockey sur glace.

## Biographie

### Carrière en club
En 1983, il débute en senior avec le HK Kranjska Gora. Trois ans plus tard, il se joint au HK Jesenice. Durant sa carrière, il a remporté deux titres de champion de Yougoslavie et trois de champion de Slovénie. Il a été à trois reprises le meilleur buteur du championnat. Il met un terme à sa carrière en 2004. Il a inscrit 270 buts et 244 assistances pour un total de 601 matchs.

### Carrière internationale
Il a représenté la Yougoslavie puis la Slovénie En équipe nationale. Il compte 155 sélections pour 129 buts et 73 assistances. Il a participé à neuf championnats du monde dont quatre avec la Yougoslavie.